# 岐阜県議会
岐阜県議会（ぎふけんぎかい）は、岐阜県の県議会議員で構成される県議会である。本会議、常任委員会、特別委員会から構成されている。議員定数は46名。

## 歴史
- 1879年（明治12年）4月 - 府県会規則（明治11年太政官第18号布告）に基づき、初の県会が開会（当時の議員定数は50人）。
- 1891年（明治24年）11月 - 西別院事件：濃尾地震の震災救助を巡る事件[4]。
- 1897年（明治30年）10月 - 府県制（明治23年法律第35号）施行に伴い、議員定数を35人に削減。
- 1899年（明治32年） - 長良橋渚橋事件：長良橋架橋を巡る事件[5]。
- 1947年（昭和22年） - 地方自治法（昭和22年法律第67号）による最初の岐阜県議会選挙を実施（定数52人）。
- 1951年（昭和26年） - 公職選挙法（昭和25年法律第100号）に基づき、議員定数を53人に改定[6]。
- 1955年（昭和30年） - 「岐阜県議会議員定数減少条例」（昭和29年岐阜県条例第44号）に基づき、議員定数を45人に改定[7]。
- 1967年（昭和42年） - 「岐阜県議会議員の定数及び選挙区に関する条例」（昭和42年岐阜県条例第12号）を制定し、議員定数を49人に改定（公布の日後最初に行われる一般選挙から施行）[8]。
- 1975年（昭和50年） - 「岐阜県議会議員の定数及び選挙区に関する条例」（昭和42年岐阜県条例第12号）を改正し、議員定数を51人に改定（公布の日後最初に行われる一般選挙から施行）[9]。
- 1978年（昭和53年） - 「岐阜県議会議員の定数及び選挙区に関する条例」（昭和42年岐阜県条例第12号）を改正し、議員定数を50人に改定（次の一般選挙から施行）[10]。
- 1985年（昭和60年） - 「岐阜県議会議員の定数及び選挙区に関する条例」（昭和42年岐阜県条例第12号）を改正し、議員定数を51人に改定（次の一般選挙から施行）[11]。
- 1990年（平成02年） - 「岐阜県議会議員の定数及び選挙区に関する条例」（昭和42年岐阜県条例第12号）を改正し、議員定数を52人に改定（次の一般選挙から施行）[3]。
- 1994年（平成06年） - 「岐阜県議会議員の定数及び選挙区に関する条例」（昭和42年岐阜県条例第12号）を改正し、議員定数を53人に改定（次の一般選挙から施行）[3]。
- 1998年（平成10年） - 「岐阜県議会議員の定数及び選挙区に関する条例」（昭和42年岐阜県条例第12号）を改正し、議員定数を51人に改定（次の一般選挙から施行）[3]。
- 2002年（平成14年） - 「岐阜県議会議員の定数及び選挙区に関する条例」（昭和42年岐阜県条例第12号）を改正し、議員定数を49人に改定（次の一般選挙から施行）[3]。
- 2007年（平成19年） - 「岐阜県議会議員の定数及び選挙区に関する条例」（昭和42年岐阜県条例第12号）を改正し、議員定数を46人に改定（次の一般選挙から施行）[3]。

## 会派
| 会派名           | 議員数 | 所属党派                          | 女性議員数 | 女性議員の比率(%) |
| ---------------- | ------ | --------------------------------- | ---------- | ----------------- |
| 県政自民クラブ   | 35     | 自由民主党                        | 2          | 5.71              |
| 県民クラブ       | 05     | 国民民主党3・立憲民主党1・無所属1 | 1          | 20                |
| 岐阜県議会公明党 | 02     | 公明党                            | 0          | 0                 |
| 日本共産党       | 01     | 日本共産党                        | 1          | 100               |
| 無所属           | 03     | —                                 | 2          | 66.67             |
| 合計             | 46     |                                   | 5          | 10.9              |

## 選挙区および選出議員
| 選挙区       | 定数 | 議員氏名（所属会派） | 議員氏名（所属会派） | 議員氏名（所属会派） |                   |
| ------------ | ---- | -------------------- | -------------------- | -------------------- | ----------------- |
| 岐阜市       | 9    | 玉田和浩（自民）     | 渡辺嘉山（県民）     | 水野吉近（公明）     |                   |
| 岐阜市       | 9    | 長屋光征（自民）     | 広瀬修（自民）       | 若井敦子（自民）     |                   |
| 岐阜市       | 9    | 澄川寿之（公明）     | 中川裕子（共産）     | 平野恭子（無所属）   |                   |
| 羽島市       | 1    | 藤本恵司（自民）     |                      |                      |                   |
| 各務原市     | 3    | 伊藤正博（県民）     | 松岡正人（自民）     | 平野祐也（自民）     |                   |
| 山県市       | 1    | 恩田佳幸（自民）     |                      |                      |                   |
| 瑞穂市       | 1    | 森治久（自民）       |                      |                      |                   |
| 本巣市       | 1    | 黒田芳弘（自民）     |                      |                      |                   |
| 羽島郡       | 1    | 田中勝士（自民）     |                      |                      |                   |
| 大垣市       | 4    | 猫田孝（自民）       | 岩井豊太郎（自民）   | 伊藤秀光（自民）     |                   |
| 大垣市       | 4    | 野村美穂（県民）     |                      |                      |                   |
| 海津市       | 1    | 森正弘 （自民）      |                      |                      |                   |
| 養老郡       | 1    | 村下貴夫（自民）     |                      |                      |                   |
| 不破郡       | 1    | 木村千秋（無所属）   |                      |                      |                   |
| 安八郡       | 1    | 安井忠（自民）       |                      |                      |                   |
| 揖斐郡       | 2    | 国枝慎太郎（自民）   | 所竜也（自民）       |                      |                   |
| 関市・美濃市 | 3    | 尾藤義昭（自民）     | 佐藤武彦（自民）     | 酒向薫（無所属）     |                   |
| 美濃加茂市   | 1    | 牧田秀憲 （自民）    |                      |                      |                   |
| 可児市       | 2    | 小原尚（自民）       | 伊藤英生（県民）     |                      |                   |
| 郡上市       | 1    | 野島征夫（自民）     |                      |                      |                   |
| 加茂郡       | 1    | 加藤大博 （自民）    |                      |                      |                   |
| 多治見市     | 2    | 判治康信（県民）     | 今井瑠々 （自民）    |                      |                   |
| 中津川市     | 2    | 平岩正光（自民）     | 森益基（自民）       |                      |                   |
| 瑞浪市       | 1    | 小川祐輝（自民）     |                      |                      |                   |
| 恵那市       | 1    | 水野正敏（自民）     |                      |                      |                   |
| 土岐市       | 1    | 山内房壽（自民）     |                      |                      |                   |
| 高山市       | 2    | 川上哲也（自民）     | 高殿尚（自民）       |                      |                   |
| 飛騨市       | 1    | 布俣正也（自民）     |                      |                      |                   |
| 下呂市       | 1    | 今井政嘉（自民）     |                      |                      |                   |
| 計           | 46   | ※2024年5月2日現在    | ※2024年5月2日現在    | ※2024年5月2日現在    | ※2024年5月2日現在 |

## 事務局
- 議会事務局[14]
  - 総務課
  - 議事調査課
  - 図書室

## 県議会議事堂

### 4代目岐阜県庁舎

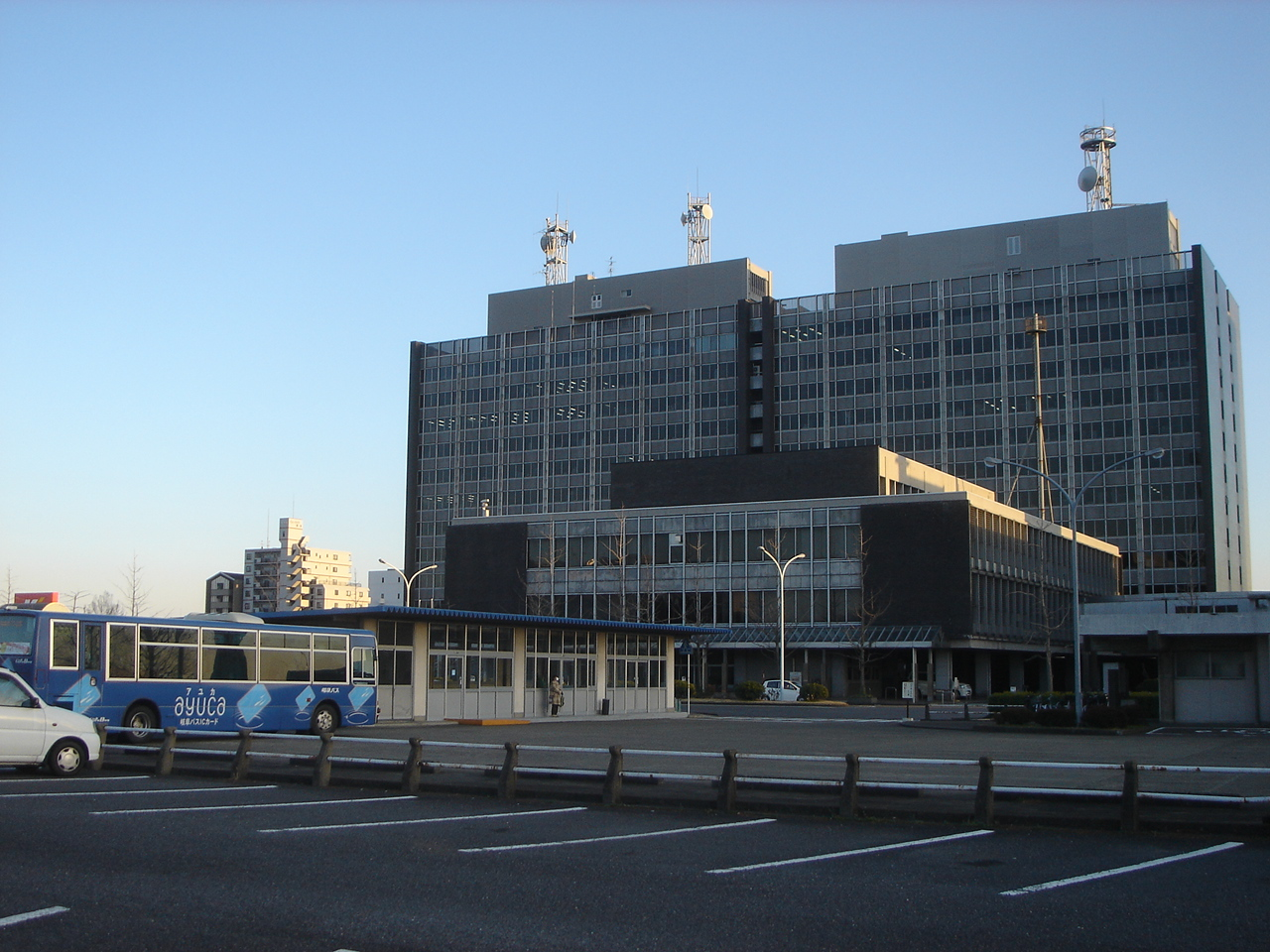
議会棟（東棟）、後ろが4代目岐阜県庁舎（2007年撮影）

岐阜県庁舎に隣接して県議会棟が建てられていた。地上3階建で東棟、西棟からなり、3階に議場と委員会室が設けられていた。1966年（昭和41年）に竣工した。

### 5代目岐阜県庁舎

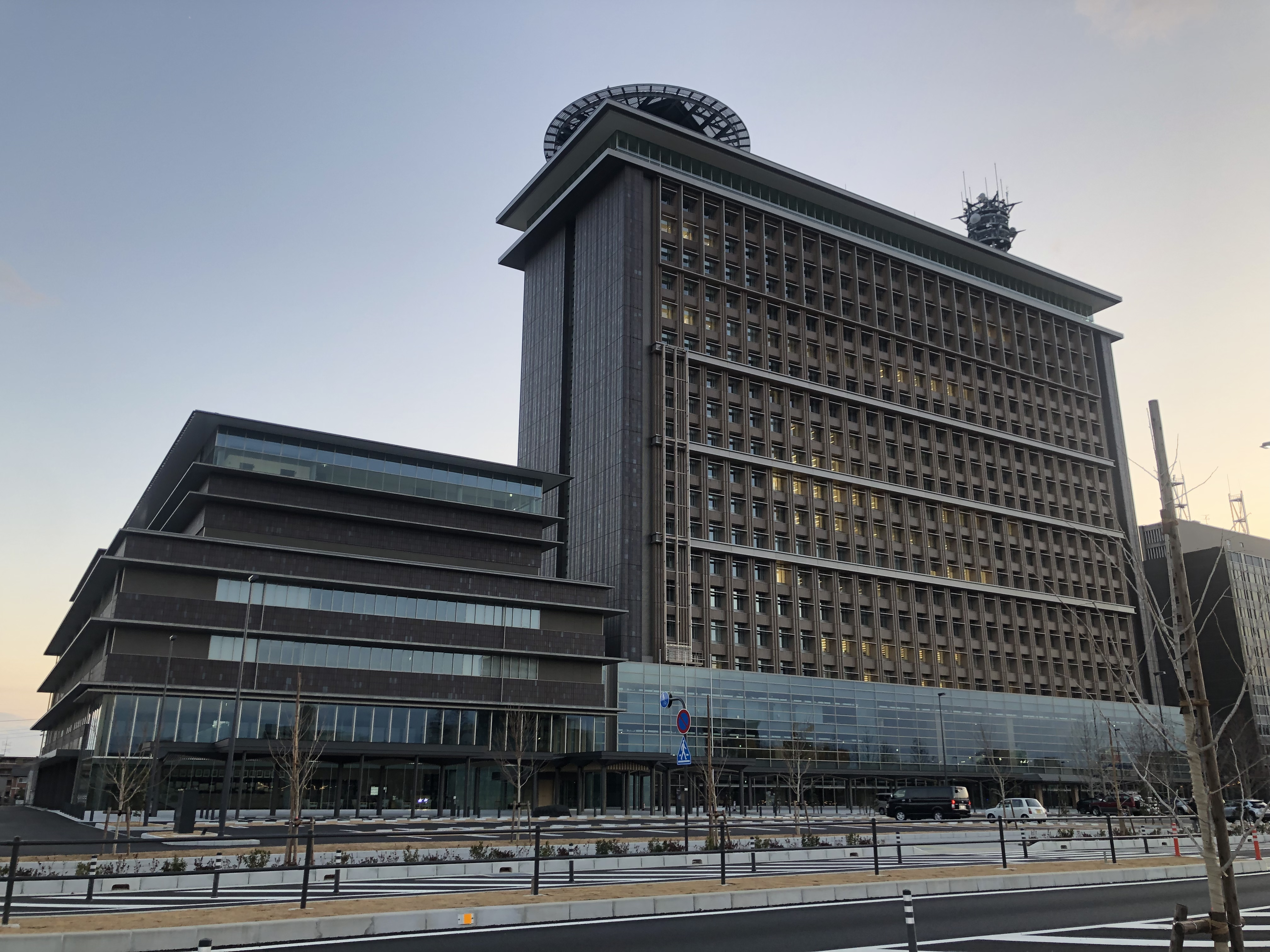
左側が議会棟、右側が5代目岐阜県庁舎（2023年撮影）

岐阜県庁舎に隣接して県議会棟が建てられている。地上6階建で、4階に委員会室、5階に議場、6階に傍聴席が設けられている。2022年（令和4年）に竣工した。

## 過去の選挙
選挙日と投票率
- 2023年4月9日：41.60%（17選挙区で無投票）[15]
- 2019年4月7日：41.55%（16選挙区で無投票）[16]
- 2015年4月12日：46.83%（12選挙区で無投票）[17]
- 2011年4月10日：45.70%（17選挙区で無投票）[18]
- 2007年4月8日：52.47%（8選挙区で無投票）[19]
- 2003年4月13日：52.55%（12選挙区で無投票）
- 1999年4月11日：59.34%

## 不祥事
- 2015年12月10日、藤墳守議員（当時）が岐阜県職員の発言問題に関する本会議での質疑中に「同性愛は異常」と同じフレーズのヤジを飛ばした。藤墳県議は、差別的意識があったことは否定し、「同性愛を認めれば少子化が進み、国も地方も成り立たなくなる」と説明[20]。

## 主な岐阜県議会議員出身者
国会議員（現職）
- 野田聖子（衆議院。元総務大臣）
- 渡辺猛之（参議院）

首長
- 森真（前各務原市長）
- 尾藤義昭（元関市長、現岐阜県議）